# Féérie de glace
Ne doit pas être confondu avec La Féerie de la glace.
Le festival Féérie de glace est une exposition de sculptures temporaires. 80 personnages de l’Univers Disney et des contes de Grimm, Perrault et Andersen sont sculptés à partir de blocs de glace mesurant entre 2 et 6 m de haut.
L’exposition se tient dans la ville de Metz à l’approche des fêtes de Noël, en même temps que le marché de Noël de la ville. Les sculptures sont exposées sous un chapiteau de 1 400 m2 qui est maintenu à une température de -6° pour permettre la conservation des sculptures.

## Historique
La Féérie de glace a connu trois éditions :
- La première édition a eu lieu du 20/11/2015 au 17/01/2016[3]

- La seconde édition a eu lieu du 18/11/2016 au 15/01/2017
- La troisième édition a eu lieu du 18/11/2017 au 07/01/2018[4]

## Position géographique
Le festival se situe sur la place de la République à Metz, commune située dans le département de la Moselle qui fait partie depuis janvier 2016 de la région administrative Grand Est. Le Festival a également lieu dans la ville de Bruges et celle de Liège en Belgique sous le nom "Festival de Sculpture.   

## Artistes
Une trentaine d’artistes de 12 nationalités, dont l'initiateur Alexander Deman, sculptent pendant 5 semaines, plus de 600 tonnes de glace pour donner vie aux personnages.